# Аксиоматика Гильберта
Аксиоматика Гильберта — система аксиом евклидовой геометрии. Разработана Гильбертом как более полная, нежели система аксиом Евклида.

## Неопределяемые понятия
Неопределяемыми понятиями в системе аксиом Гильберта являются: точка, прямая линия, плоскость. Есть также 3 элементарных отношения:
- Лежать между, применимо к точкам;
- Принадлежать, применимо к точкам и прямым, точкам и плоскостям или прямым и плоскостям;
- Конгруэнтность (геометрическое равенство), применимо, например, к отрезкам, углам или треугольникам, и обозначается инфиксным символом {\displaystyle \cong }.

Все точки, прямые и плоскости предполагаются различными, если не оговорено иное.

## Аксиомы
Система из 20 аксиом поделена на 5 групп:
- аксиомы принадлежности:
  - планиметрические:
    1. Каковы бы ни были две точки {\displaystyle A} и {\displaystyle B}, существует прямая {\displaystyle a}, которой принадлежат эти точки.
    2. Каковы бы ни были две различные точки {\displaystyle A} и {\displaystyle B}, существует не более одной прямой, которой принадлежат эти точки.
    3. Каждой прямой {\displaystyle a} принадлежат, по крайней мере, две точки. Существуют, по крайней мере, три точки, не принадлежащие одной прямой.

  - стереометрические:
    1. Каковы бы ни были три точки {\displaystyle A}, {\displaystyle B} и {\displaystyle C}, не принадлежащие одной прямой, существует плоскость {\displaystyle \alpha }, которой принадлежат эти три точки. Каждой плоскости принадлежит хотя бы одна точка.
    2. Каковы бы ни были три точки {\displaystyle A}, {\displaystyle B} и {\displaystyle C}, не принадлежащие одной прямой, существует не более одной плоскости, которой принадлежат эти три точки.
    3. Если две различные точки {\displaystyle A} и {\displaystyle B}, принадлежащие прямой {\displaystyle a}, принадлежат некоторой плоскости {\displaystyle \alpha }, то каждая точка, принадлежащая прямой {\displaystyle a}, принадлежит указанной плоскости.
    4. Если существует одна точка {\displaystyle A}, принадлежащая двум плоскостям {\displaystyle \alpha } и {\displaystyle \beta }, то существует, по крайней мере, ещё одна точка {\displaystyle B}, принадлежащая обеим этим плоскостям.
    5. Существуют, по крайней мере, четыре точки, не принадлежащие одной плоскости.
- аксиомы порядка:
  - линейные:
    1. Если точка {\displaystyle B} прямой {\displaystyle a} лежит между точками {\displaystyle A} и {\displaystyle C} той же прямой, то {\displaystyle A}, {\displaystyle B} и {\displaystyle C} — различные точки указанной прямой, причём {\displaystyle B} лежит также и между {\displaystyle C} и {\displaystyle A}.
    2. Каковы бы ни были две различные точки {\displaystyle A} и {\displaystyle C}, на определяемой ими прямой существует, по крайней мере, одна точка {\displaystyle B} такая, что {\displaystyle B} лежит между {\displaystyle A} и {\displaystyle C}, и, по крайней мере, одна точка {\displaystyle D}, такая, что {\displaystyle C} лежит между {\displaystyle A} и {\displaystyle D}.
    3. Среди любых трёх точек, лежащих на одной прямой, всегда одна и только одна точка лежит между двумя другими.

  - планиметрическая:
    1. Аксиома Паша. Пусть {\displaystyle A}, {\displaystyle B} и {\displaystyle C} — три точки, не лежащие на одной прямой, и {\displaystyle a} — прямая в плоскости ({\displaystyle ABC}), не проходящая ни через одну из точек {\displaystyle A}, {\displaystyle B}, {\displaystyle C}. Если при этом прямая {\displaystyle a} проходит через точку отрезка {\displaystyle AB}, то она непременно проходит через точку отрезка {\displaystyle AC} или точку отрезка {\displaystyle BC}.
- аксиомы конгруэнтности:
  - линейные:
    1. Если {\displaystyle A} и {\displaystyle B} — две точки, лежащие на прямой {\displaystyle a}, {\displaystyle A'} — точка на той же прямой или на другой прямой {\displaystyle a'}, то по данную от точки {\displaystyle A'} сторону прямой {\displaystyle a'} найдётся, и притом только одна, точка {\displaystyle B'} такая, что отрезок {\displaystyle A'B'} конгруэнтен отрезку {\displaystyle AB}. Каждый отрезок {\displaystyle AB} конгруэнтен отрезку {\displaystyle BA}.
    2. Если отрезки {\displaystyle A'B'} и {\displaystyle A''B''} конгруэнтны одному и тому же отрезку {\displaystyle AB}, то они конгруэнтны и между собой.
    3. Пусть {\displaystyle AB} и {\displaystyle BC} — два отрезка прямой {\displaystyle a}, не имеющие общих внутренних точек, {\displaystyle A'B'} и {\displaystyle B'C'} — два отрезка той же прямой, или другой прямой {\displaystyle a'}, также не имеющие общих внутренних точек. Тогда если отрезок {\displaystyle AB} конгруэнтен отрезку {\displaystyle A'B'}, а отрезок {\displaystyle BC} конгруэнтен отрезку {\displaystyle B'C'}, то отрезок {\displaystyle AC} конгруэнтен отрезку {\displaystyle A'C'}.

  - планиметрические:
    1. Если даны угол {\displaystyle \angle ABC} в плоскости {\displaystyle \alpha } и луч {\displaystyle B'C'} в плоскости {\displaystyle \beta }, тогда в плоскости {\displaystyle \beta } существует ровно один луч {\displaystyle B'D} по определённую сторону от {\displaystyle B'C'} (и соответственно второй луч {\displaystyle B'E} по другую сторону от {\displaystyle B'C'}), такой, что {\displaystyle \angle DB'C'} {\displaystyle \cong } {\displaystyle \angle ABC} (и соответственно {\displaystyle \angle EB'C'} {\displaystyle \cong } {\displaystyle \angle ABC}). Следствие: Каждый угол конгруэнтен самому себе.
    2. Если для двух треугольников {\displaystyle ABC} и {\displaystyle A'B'C'} имеют место конгруэнции: {\displaystyle AB\cong A'B'}, {\displaystyle AC\cong A'C'}, {\displaystyle \angle BAC\cong \angle B'A'C'}, то всегда имеют место и конгруэнции: {\displaystyle \angle ABC\cong \angle A'B'C'}, {\displaystyle \angle ACB\cong \angle A'C'B'}.
- аксиома параллельности, для которой Гильберт выбрал не евклидову формулировку, а эквивалентную ей, но более простую аксиому Прокла:
  - планиметрические:
    1. Пусть {\displaystyle a} — произвольная прямая, и {\displaystyle A} — точка вне её; тогда в плоскости, определяемой точкой {\displaystyle A} и прямой {\displaystyle a}, можно провести не более одной прямой, проходящей через {\displaystyle A} и не пересекающей {\displaystyle a}.
- аксиомы непрерывности:
  - линейные:
    1. Аксиома Архимеда. Если даны отрезок {\displaystyle CD} и луч {\displaystyle AB}, то существует число {\displaystyle n} и {\displaystyle n} точек {\displaystyle A_{1},...,A_{n}} на {\displaystyle AB} таких, что {\displaystyle A_{j}A_{j+1}} {\displaystyle \cong CD}, {\displaystyle 0\leqslant j<n}, {\displaystyle A_{0}} совпадает с {\displaystyle A}, и {\displaystyle B} лежит между {\displaystyle A} и {\displaystyle A_{n}}.
    2. «Полнота линии». Добавление хотя бы одной дополнительной точки в прямую линию вызовет противоречие с одной из аксиом принадлежности, порядка, первыми двумя аксиомами конгруэнтности или аксиомой Архимеда.

## 21-я аксиома
Гильберт изначально (1899) включил 21-ю аксиому:
 «Любым четырём точкам на прямой можно присвоить имена {\displaystyle A,B,C} и {\displaystyle D} так, чтобы точка {\displaystyle B} лежала между точками {\displaystyle A} и {\displaystyle C}, а также между {\displaystyle A} и {\displaystyle D}; точка {\displaystyle C} — между {\displaystyle A} и {\displaystyle D}, а также между {\displaystyle B} и {\displaystyle D}».
Элиаким Гастингс Мур и Роберт Ли Мур в 1902 году независимо доказали, что эта аксиома избыточна.

## Полнота и непротиворечивость
Как доказал Альфред Тарский (1951), аксиоматика Гильберта логически полна, то есть любое (формальное) высказывание о содержащихся в ней геометрических понятиях может быть доказано или опровергнуто. Она также непротиворечива, если непротиворечива арифметика.

## История
Аксиоматическая схема евклидовой геометрии была опубликована Давидом Гильбертом в 1899 году в праздничном томе «Festschrift», посвящённом открытию в Гёттингене памятника Карлу Фридриху Гауссу и его другу физику Вильгельму Веберу. Ныне «Основания геометрии» изданы на многих языках мира, одно из двух изданий на русском языке указано внизу в ссылках.

## Другие системы аксиом
Создатели догильбертовских систем:
- Евклид
- Паш
- Шур
- Пеано (включает понятие «движение»)
- Веронезе
- М. Пиери (1899)

Родственные гильбертовой:
- В. Ф. Каган (1902)
- О. Веблен (1904)
- А. Колмогоров

Более современные аксиоматики:
- Аксиоматика Александрова
- Аксиоматика Бахмана
- аксиоматика Тарского
- аксиоматика Биркгофа — содержит «аксиому линейки» и «аксиому транспортира». Её варианты используются в большинстве американских школьных учебников, к ней близка аксиоматика Погорелова.
- Аксиоматика Вейля — оперирует неопределяемыми понятиями точки и свободного вектора. Прямая и плоскость определяются как множества точек.